# Marcel Henrix
Pater Marcel Henrix (Zolder, 29 mei 1928 - Leuven, 13 maart 2015) was een Vlaamse missionaris, scheutist en taalkundig autoriteit in het Ngbaka, een taal binnen de familie van de Atlantische Congotalen.

## Biografie
Marcel Henrix trad in bij de Congregatie van het Onbevlekt Hart van Maria. In 1947 startte hij zijn noviciaat in Zuun. Zijn eerste mis droeg hij op in 1953. 
In 1954 nam Henrix de boot naar Congo, waar hij een eerste keer zou blijven tot na de Congolese onafhankelijkheid van 1960. Henrix werd al snel benoemd tot 'reispater'. Hij trok van dorp tot dorp, in Takaya en in Bominenge. Omdat hij dicht bij de inlandse mensen stond leerde hij hun gebruiken en taal goed kennen en werd een autoriteit in een van de Congolese talen. Als linguist bestudeerde hij de lokale taal Ngbaka en gaf er een woordenboek en grammatica van uit.
Vanaf 2005 verbleef Henrix in het Huis van Scheut in Kessel-Lo. In 2012 leverde hij nog een getuigenis over zijn leven in het televisieprogramma Nonkel Pater. 
Henrix overleed in het UZ Gasthuisberg te Leuven op 13 maart 2015. Na de uitvaartliturgie werd zijn lichaam gecremeerd en daarna werd zijn urn bijgezet op de begraafplaats van Halveweg-Zonhoven.